# Смардзе (Великопольське воєводство)
Смардзе (пол. Smardze) — село в Польщі, у гміні Тшциниця Кемпінського повіту Великопольського воєводства.
Населення — 340 осіб (2011).
У 1975-1998 роках село належало до Каліського воєводства.

## Демографія
Демографічна структура станом на 31 березня 2011 року:
|          | Загалом | Допрацездатний вік | Працездатний вік | Постпрацездатний вік |
| -------- | ------- | ------------------ | ---------------- | -------------------- |
| Чоловіки | 179     | 45                 | 114              | 20                   |
| Жінки    | 161     | 33                 | 89               | 39                   |
| Разом    | 340     | 78                 | 203              | 59                   |